# Brač repülőtér
A Brač repülőtér (horvátul Zračna luka Brač ) (IATA: BWK, ICAO: LDSB) nemzetközi repülőtér Horvátországban, Brač szigetén, közel Bol városkához, ami miatt Bol repülőtérnek is szokták hívni. A Krk szigetén található rijekai repülőtér és a Lošinjon található lošinji repülőtér mellett egyike az ország három olyan repterének, amelyek szigeten találhatóak és menetrend szerinti utasszállító repülőgépeket fogadnak (főként Európán belülről, a nyári időszakban).

## Jellemzői
A repülőtér mindössze 14 km-re fekszik a Zlatni Rattól („Aranyszarv”), Európa egyik közkedvelt tengerpartjától, és 30 km-re Supetartól, a szigeten található legnagyobb várostól. Mivel a repülőtér tengerszint feletti magassága 541 méter, és közel fekszik a sziget legmagasabb csúcsához, a Vidova gorához, előfordulhat köd, alacsony felhőzet és rossz látási körülmények, télen esetenként hó is. A leggyakrabb szelek az északkeleti bóra, a délkeleti jugo, valamint időszakos enyhébb szelek, például misztrál (nyugatról) és burin (északkeletről).
A Brač repülőtér képes kisebb, 100 férőhelyes utasszállítók fogadására nappal és éjjel is. Egész évben nyitva áll, de menetrend szerinti és charterjáratok jellemzően csak nyáron használják. Tömegközlekedéssel nem közelíthető meg, de taxik elérhetőek, amikor a repülőtér üzemel.

## Története
A Brač repülőtér 1993. május 22-én nyílt meg, ezzel Horvátország legújabb repülőtere. 2016 novemberében bővíteni kezdték a futópályát délnyugat felé, 1440 méteres hosszról 1760 méterre, ami lehetővé teszi olyan nagyobb gépek fogadását is, mint az Airbus A319, a Bombardier C-Series és az Embraer 195. A munkálatok 666 000 euróba kerültek és 2017 márciusában fejeződtek be. A bővítés második szakasza, mely során a futópályát észak felé hosszabbítják meg, 1760 méterről 2350 méterre, 2018 júniusában kezdődik, befejeztével a repülőtér képessé válik Airbus A320 és Boeing 737–800 gépek fogadására is.

## Légitársaságok és úti célok
| Légitársaság     | Célállomások                                |
| ---------------- | ------------------------------------------- |
| Croatia Airlines | szezonális: Zágráb szezonális charter: Graz |
| Czech Airlines   | szezonális charter: Innsbruck, Linz, Bécs   |

## Statisztika

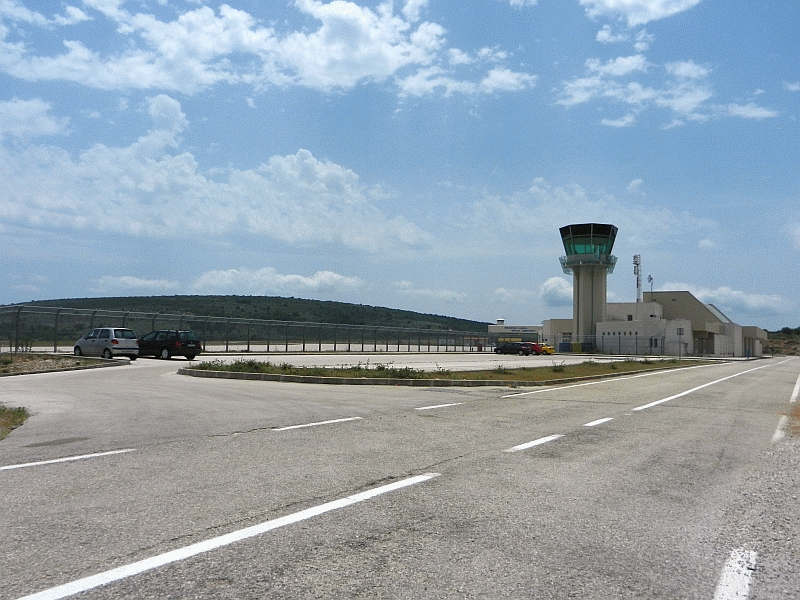
Irányítótorony

Az utasforgalom az elmúlt években az alábbi módon változott:
| Utasok száma | 13 020 | 11 613 | 12 583 | 9433 | 8870 | 12 354 | 30 170 | 25 342 | 8061 | 15 948 |
|              | 2009   | 2010   | 2012   | 2013 | 2015 | 2016   | 2018   | 2019   | 2021 | 2022   |

## Fordítás
- Ez a szócikk részben vagy egészben  a   Brač Airport című angol Wikipédia-szócikk ezen változatának fordításán alapul.  Az eredeti cikk szerkesztőit annak laptörténete sorolja fel. Ez a jelzés csupán a megfogalmazás eredetét és a szerzői jogokat jelzi, nem szolgál a cikkben szereplő információk forrásmegjelöléseként.

## Külső hivatkozások
- Hivatalos oldal
- A repülőtér aktuális időjárása a NOAA/NWS-től
- Baleset- és repülőesemény-történet az Aviation Safety Network adatbázisában